# ستانوویتسه (ناحیه کارلووی واری)
ستانوویتسه (به چکی: Stanovice) یک منطقهٔ مسکونی در جمهوری چک است که در ناحیه کارلووی واری واقع شده‌است.